# Dånviken
Dånviken är en sjö i Salems kommun och Södertälje kommun i Södermanland och ingår i Norrströms huvudavrinningsområde. Sjön är 4,4 meter djup, har en yta på 0,186 kvadratkilometer och är belägen 16,5 meter över havet.

## Delavrinningsområde

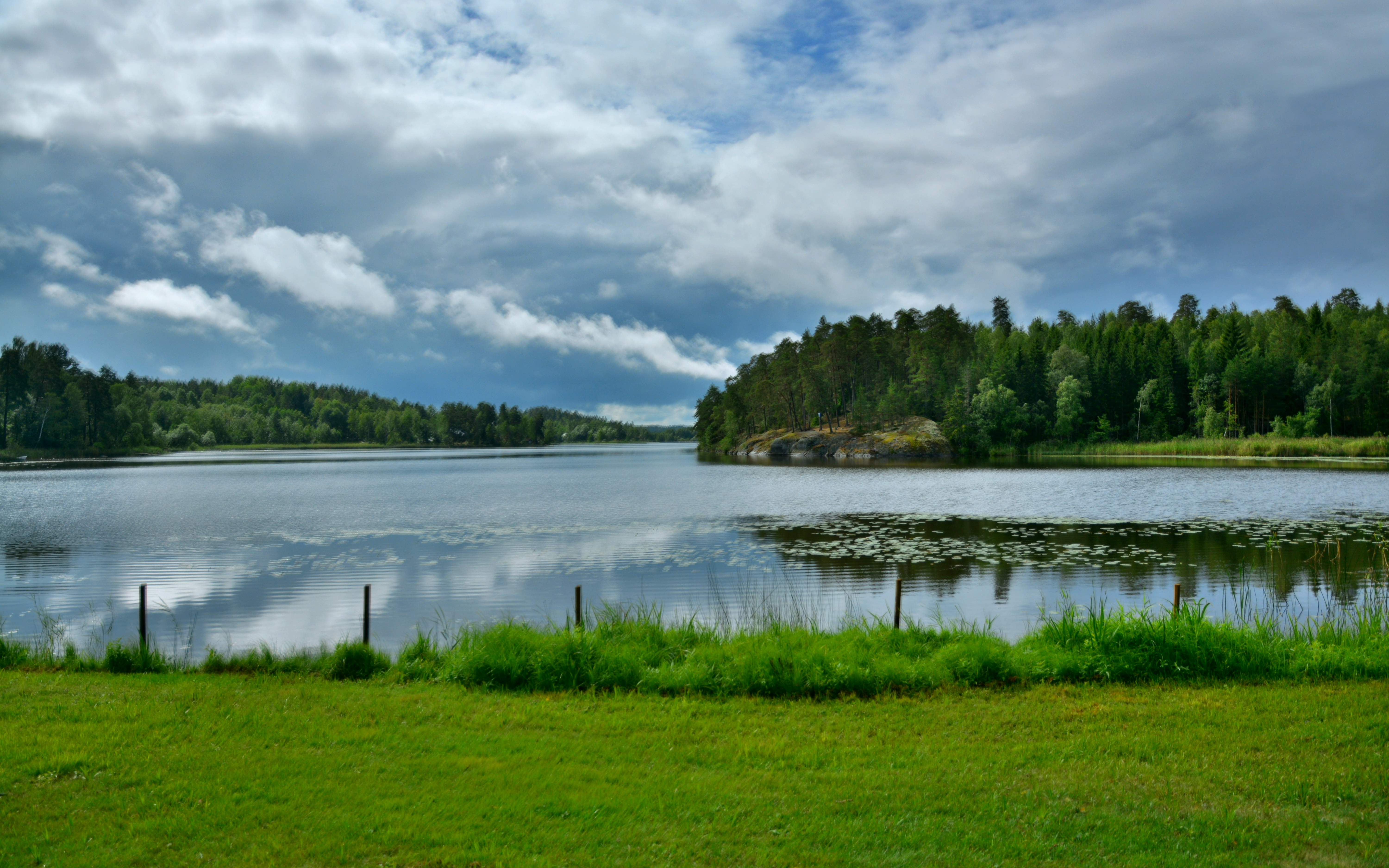
Norra delen av Dånviken.

Dånviken ingår i det delavrinningsområde (656540-161385) som SMHI kallar för Utloppet av Uttran. Medelhöjden är 33 meter över havet och ytan är 21,43 kvadratkilometer. Det finns ett avrinningsområde uppströms, och räknas det in blir den ackumulerade arean 26,03 kvadratkilometer. Tumbaån som avvattnar avrinningsområdet har biflödesordning 2, vilket innebär att vattnet flödar genom totalt 2 vattendrag innan det når havet efter 28 kilometer. Avrinningsområdet består mestadels av skog (37 procent) och jordbruk (13 procent). Avrinningsområdet har 2,76 kvadratkilometer vattenytor vilket ger det en sjöprocent på 12,9 procent. Bebyggelsen i området täcker en yta av 6,14 kvadratkilometer eller 29 procent av avrinningsområdet.